# Sphaenognathus bellicosus
Sphaenognathus bellicosus es una especie de coleóptero de la familia Lucanidae.

## Distribución geográfica
Habita en Colombia.